# Banca centrale

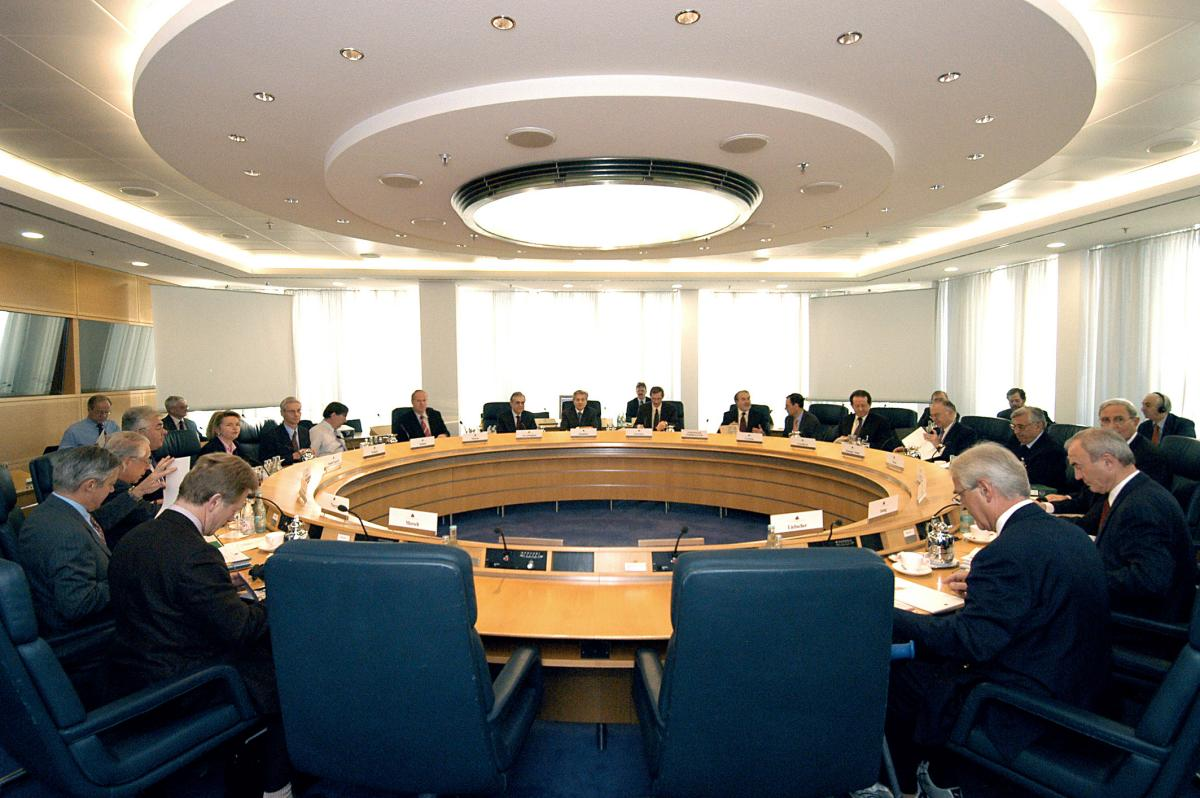
Banca centrale europea - Riunione del consiglio e della giunta esecutiva

Le banche centrali sono istituti di emissione di diritto pubblico che si occupano di gestire la politica monetaria dei Paesi o delle aree economiche che condividono la medesima moneta come forma di pagamento.
Di solito nascono su sollecitazioni di stati bisognosi di finanziare i propri deficit pubblici, ovvero la quota delle spese statali non coperte da imposizione fiscale, mediante l'emissione di titoli per dedicarsi successivamente all'emissione e alla gestione di moneta, anche al fine di impedire le frequenti crisi bancarie (con relative speculazioni) più probabili in sistemi economici in cui veniva riconosciuto a più banche private il diritto di emettere moneta.

## Storia

### I precursori: "monti" e "banchi pubblici"
Negli ultimi secoli del medioevo si svilupparono istituzioni specializzate nel concedere prestiti al proprio Stato. Inizialmente ogni volta che lo stato chiedeva un prestito si formava una sorta di società, detta "monte" o "compera", fra i prestatori. Successivamente le società costituite per i singoli prestiti furono riunite in una sola per ogni stato: sorsero in questo modo il Monte Comune di Firenze (1343) e la Casa di San Giorgio di Genova (1408).
Monti del debito pubblico continuarono ad essere costituiti anche nei secoli successivi. Alcuni si trasformarono in banche e proseguirono l'attività anche dopo che non fungevano più da prestatori dello stato, come il Banco di Santo Spirito di Roma (1605) e il Monte dei Paschi di Siena (1624).
Nel Quattrocento i re d'Aragona permisero la costituzione delle Taules de canvi di Barcellona (1401), Valencia (1407) e Gerona (1445) per raccogliere il denaro da prestare allo stesso re per le sue imprese di guerra e di pace.
Nelle taules de cambi si ravvisano le prime "banche pubbliche", mentre i "monti" di per sé non sono considerati tali, sebbene a vari monti fosse annesso, dalla fondazione o in seguito, un banco.

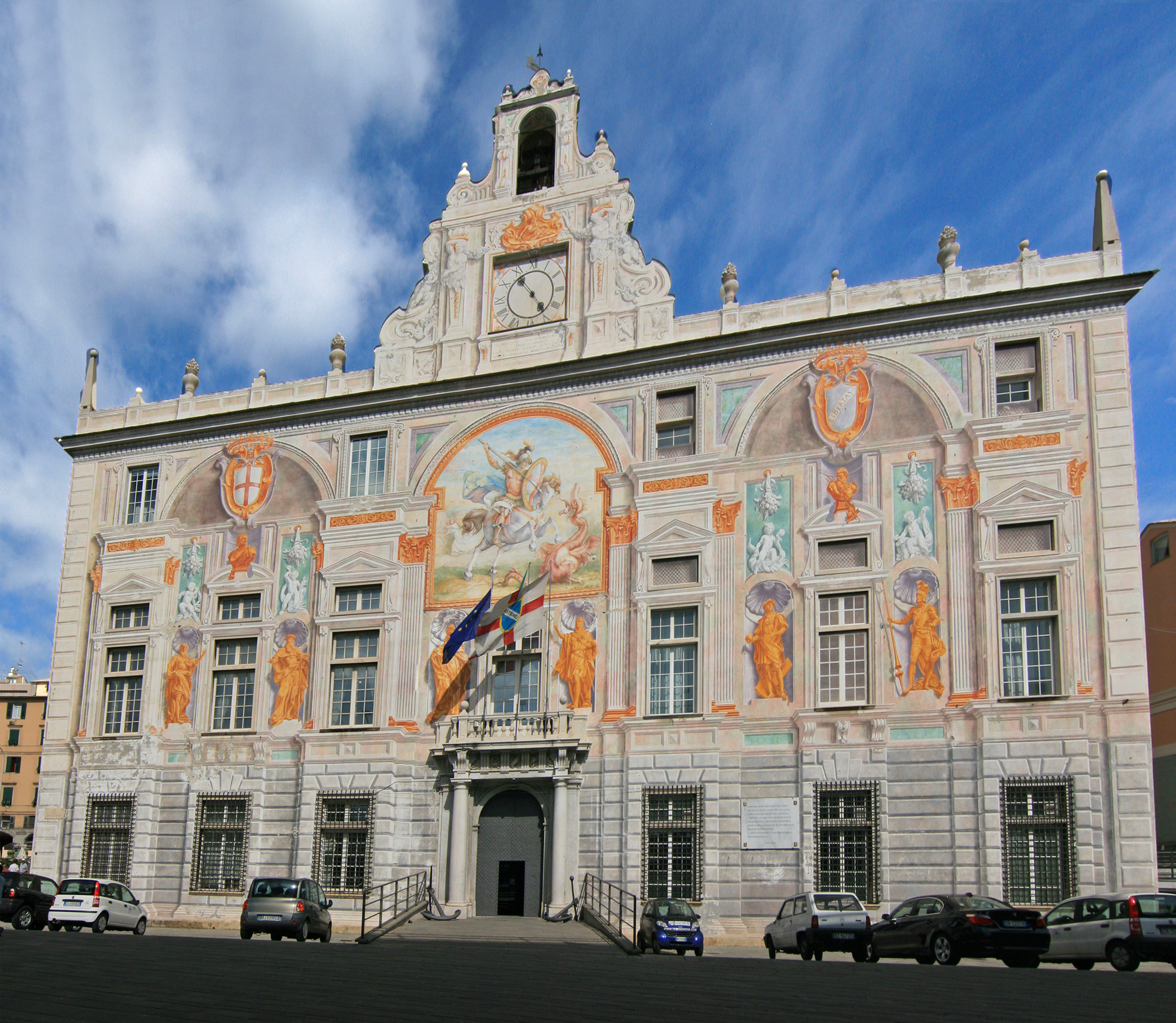
La sede del Banco di San Giorgio

Alla fine del Cinquecento vennero create le banche pubbliche di deposito e di giro per minimizzare i rischiosi trasferimenti di metalli preziosi: tutti i mercanti di una città depositavano presso il "banco" il loro danaro in monete d'oro e d'argento. Al depositante veniva rilasciata una cedola, nota o biglietto di cartulario, corrispondente al valore depositato e che poteva circolare all'ordine, cioè essere trasferito mediante girata. Non si trattava ancora di vere banconote, in quanto il valore era quello della somma depositata e non circolavano al portatore.
Questi banchi pubblici erano organizzati a proprie spese dallo stato o dal municipio. 
Come evidenziato da Adam Smith, le banche pubbliche tenevano i loro conti in "moneta di banco", che era distinta dalla "moneta corrente" e della quale non sentiva le oscillazioni dovute alla svalutazione del titolo di metallo prezioso.
Alla fine del Cinquecento "banchi pubblici" apparvero in tutta Italia: nel 1586 riprese l'attività bancaria la Casa di San Giorgio di Genova, negli stessi anni furono fondate le Tavole pecuniarie di Messina (1587) e Palermo (1552), ma soprattutto nacquero il Banco della Piazza di Rialto di Venezia (1587) e il Banco di Sant'Ambrogio di Milano (1593); pochi anni più tardi furono fondati i banchi annessi al monte di pietà di Napoli ed al monte di Santo Spirito a Roma.
All'inizio del Seicento sul modello italiano furono costituiti "banchi pubblici" anche nelle città portuali del Mare del Nord. La prima fu la Amsterdamsche Wisselbank di Amsterdam, fondata nel 1609. Questo istituto divenne la più grande banca del mondo del Settecento. Nelle Province Unite furono successivamente aperti i banchi di Middelburg (1615), Delft (1621) e Rotterdam (1635).
Nel 1619 a Venezia fu fondato il Banco del Giro, che nel 1637 assorbì il Banco di Rialto in dissesto e divenne la nuova banca pubblica della città.
Nello stesso anno fu fondato anche il primo banco pubblico in Germania, la Hamburger Bank, i cui conti erano tenuti in "marchi di banco" (Mark Banco), insensibili all'inflazione determinata dal corso dell'argento. Questa "moneta di conto" fu utilizzata dai mercanti di tutta la Germania per tenere la contabilità.
Due anni dopo, nel 1621, fu fondato anche il Banco Pubblico di Norimberga.

### La nascita delle banche centrali
L'emissione di banconote in tagli fissi da parte delle "banche pubbliche" in Europa ebbe luogo per la prima volta nella seconda metà del Seicento.
Un primo tentativo di breve durata si ebbe nel 1661 da parte dello Stockholm Banco. Questa emissione di cartamoneta era dovuta alla circostanza particolare della disponibilità di monete in Svezia. Infatti l'importazione di rame a basso costo aveva costretto la Corona svedese ad aumentare continuamente le dimensioni delle monete di rame per conservarne il valore in rapporto all'argento. Il peso raggiunto dalle nuove monete aveva, allora, convinto i commercianti a depositarle in banca in cambio di ricevute. Queste divennero vere e proprie banconote quando il governatore del Banco scollegò la quantità di banconote emesse dalle effettive riserve di metallo custodite. Tre anni dopo il Banco fallì in seguito all'artificiale offerta di moneta attraverso la stampa su larga scala di cartamoneta. Nel 1668 fu fondata una nuova banca centrale, la Riksens Ständers Bank, che non emise banconote fino alla metà dell'Ottocento.

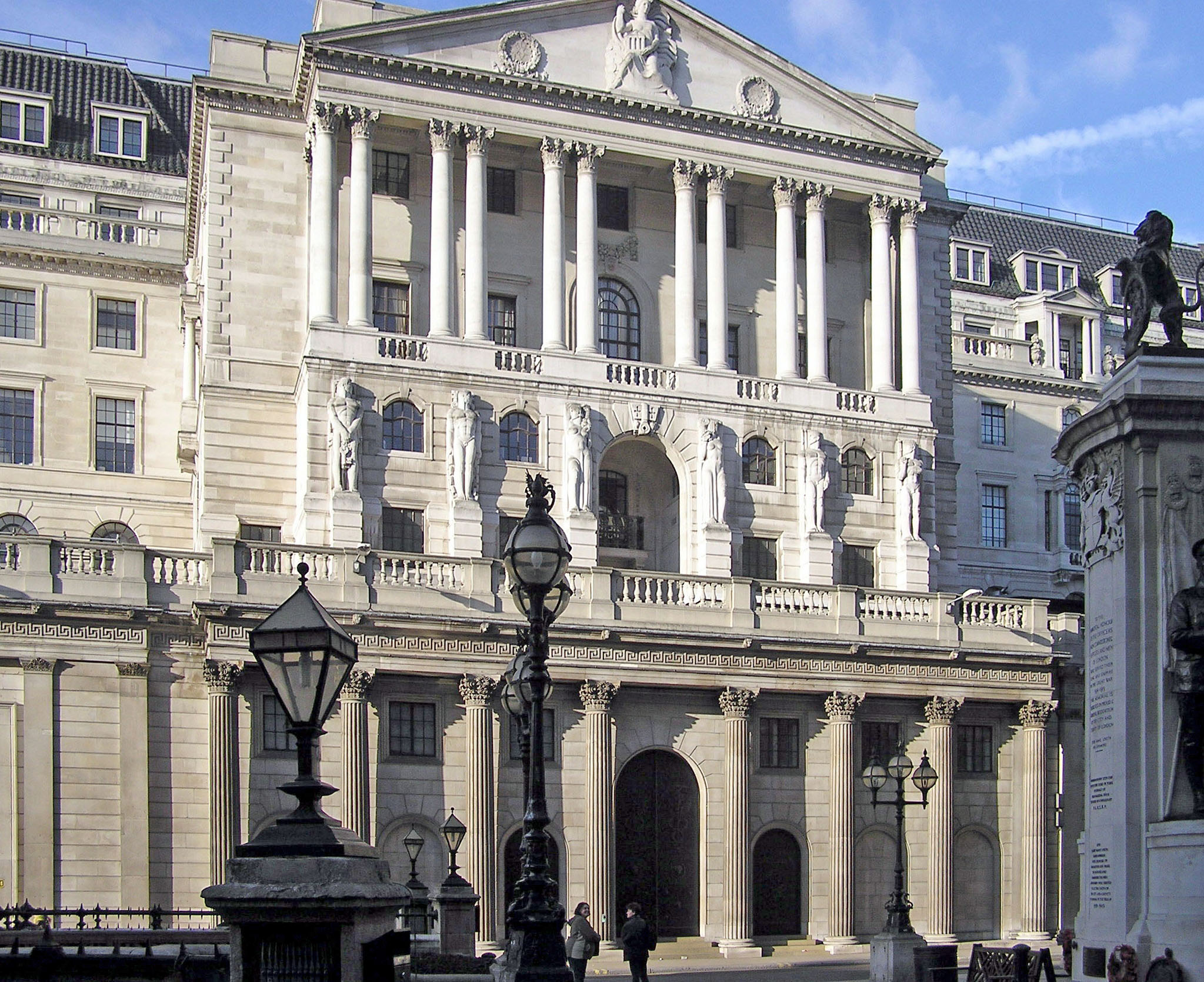
La sede della Banca d'Inghilterra

La prima banca ad emettere banconote in modo costante fu la Bank of England, fondata nel 1694. Essa fu fondata come società fra 1.268 sottoscrittori di un grosso prestito allo Stato, necessario a ricostruire la flotta dopo la sconfitta di Capo San Vincenzo nella Guerra della lega di Augusta. 
La società si chiamava ufficialmente The Governor and Company of the Bank of England ed aveva un capitale di 1,2 milioni di sterline, sul quale lo Stato versava un interesse dell'otto per cento annuo.
Nel 1695 l'istituto ottenne anche il privilegio di emettere cartamoneta pagabile a vista al portatore. Le banconote erano inizialmente scritte a mano per un valore corrispondente all'importo depositato o prestato. Gradualmente si passò all'emissione di banconote di valore fisso, e dal 1745 furono stampate banconote standardizzate per valori da £20 a £1.000.
In Scozia furono fondate due banche d'emissione: la Bank of Scotland del 1696, sospetta di simpatie giacobite, e la Royal Bank of Scotland del 1727.
In Francia la nascita della banca nazionale fu molto più travagliata. Nel 1674 fu fondata su ispirazione del ministro Colbert la Caisse de Prêts, che però fallì nel 1680. Nel 1716 fu la volta della Banque Générale di John Law, che nel 1719 ottenne la protezione reale e ribattezzata Banque Royale: l'anno successivo l'istituto fu travolto da una memorabile bancarotta per aver stampato cartamoneta in eccesso. Nel 1776 fu fondata la Caisse d'escompte, che dichiarò bancarotta quando il Re non poté rimborsare i prestiti, nel 1793, in seguito al dissesto finanziario che portò alla Rivoluzione francese. Nel 1800, per volontà di Napoleone, nacque infine la Banque de France in forma di società per azioni.
Intanto, nel 1782 era stato fondato il Banco Nacional de San Carlos di Madrid, in forma di società per azioni, progenitore del Banco de España.
Anche la creazione di una banca centrale negli Stati Uniti richiese più di un secolo di tentativi insoddisfacenti.
La prima banca centrale con potere di emettere credito fu la prima banca degli Stati Uniti che Alexander Hamilton fondò nel 1790 sotto impulso di Benjamin Franklin e che intendeva introdurre negli Stati Uniti l'idea di sistema economico teorizzata da Leibniz. 
La Banca era depositaria delle riserve auree, coniava moneta nelle quantità e modalità indicate della politica statunitense, e le conferiva a titolo gratuito al governo che poteva disporne per finanziare i vari capitoli della spesa pubblica.
Creata il 25 febbraio 1791, venne posta sotto la guida di Alexander Hamilton (all'epoca segretario al Tesoro degli Stati Uniti), ed era stata istituita per un periodo di vent'anni. Al termine degli anni previsti si decise di non rinnovarla.
Quando si tornò al potere delle banche normali queste emisero valuta in quantità eccessive, creando molti disagi, questo poi obbligò alla creazione di una nuova banca, la seconda banca degli Stati Uniti. Il nuovo istituto fu fondato nel 1816 e il 10 aprile ottenne il suo statuto.
Iniziò ad operare nel febbraio del 1817 sino al gennaio del 1836 quando il Presidente degli Stati Uniti allora in carica Andrew Jackson decise di non rinnovarle il mandato.
Nel frattempo, nel 1794, il re di Napoli e Sicilia Ferdinando IV di Borbone, unificando gli otto istituti esistenti in un'unica struttura, fondò il Banco Nazionale di Napoli, futuro Banco di Napoli.
Nel corso dell'Ottocento furono fondate la Banca di Finlandia (1812), la Banca dei Paesi Bassi (1814), la Banca di Norvegia (1816), la Banca Nazionale Austriaca (1816), la Banca nazionale danese (1818), la Banca del Portogallo (1846), la Banca nazionale del Belgio (1850), il Banco de España (1856), la Banca Ottomana (1856), la Banca statale dell'Impero Russo (1860), la Banca nazionale bulgara (1879), la Banca nazionale della Romania (1880), la Banca del Giappone (1882), la Banca nazionale di Serbia (1884).
La legge bancaria 14 marzo 1875 stabilì la fondazione della Reichsbank come banca centrale unica per tutto l'Impero germanico, la quale incorporò le altre 32 banche d'emissione tedesche entro il 1935.
In Italia al momento dell'unificazione (1861) erano cinque le banche di emissione: la Banca Nazionale nel Regno d'Italia, la Banca Nazionale Toscana, la Banca Toscana di Credito per le Industrie e il Commercio d'Italia, il Banco di Sicilia e il Banco di Napoli. A queste nel 1870 si aggiunse la Banca Romana.
La Banca d'Italia venne fondata nel 1893, dopo il crollo della Banca romana, a seguito della fusione tra Banca nazionale nel Regno d'Italia, la Banca Toscana di Credito per le Industrie e il Commercio d'Italia e la Banca Nazionale Toscana, ma solo con il regio decreto legge 6 novembre 1926 n. 1830 ottenne il monopolio dell'emissione monetaria. Con lo stesso provvedimento la Banca d'Italia fu nazionalizzata e ricevette il compito di vigilare sulle altre banche.
Banco di Sicilia e Banco di Napoli mantennero fino al 1926 un diritto limitato di emettere moneta.
La Banca nazionale svizzera fu fondata nel 1905 e il Federal Reserve System degli Stati Uniti d'America nel 1913.

### L'evoluzione delle banche centrali
Un fattore determinante nello stimolare l'evoluzione della regolamentazione del sistema bancario nell'Ottocento furono le crisi finanziarie. Poiché in occasione di queste crisi si verificava la corsa agli sportelli a cambiare le banconote emesse dalle banche in monete metalliche, si sviluppò esigenza che le banconote fossero garantite da riserve inizialmente di monete metalliche e poi di lingotti d'oro e d'argento (tallone aureo). 
Questo principio fu introdotto giuridicamente per la prima volta con il Bank Charter Act promosso da Robert Peel nel 1844 in Inghilterra, in base al quale tutte le banconote della Banca d'Inghilterra dovevano essere coperte da riserve auree.
In seguito alla Guerra franco-prussiana i tradizionali sistemi monetari fondati sull'argento o sul bimetallismo erano entrati definitivamente in crisi. Gradualmente tutte le banche centrali passarono al sistema del tallone aureo, in cui le banconote erano garantite dalle riserve auree delle banche centrali ed erano convertibili a vista in oro. Il tallone aureo (già adottato dalla Gran Bretagna nel 1844 e dal Portogallo nel 1856) venne adottato in Germania nel 1871, in Belgio, Italia e Svizzera nel 1873, in Danimarca, Norvegia, Svezia e Paesi Bassi nel 1875, in Francia e Spagna nel 1876, in Austria nel 1879, in Russia nel 1893, in Giappone nel 1897, in India nel 1898, negli Stati Uniti d'America nel 1900.
L'introduzione del Gold standard portò le banche centrali a custodire grosse riserve di lingotti d'oro per garantire tutte le banconote emesse. Da questo momento il principale compito delle banche centrali fu quello di garantire la stabilità dei prezzi. Con il tempo la quantità di banconote superò decisamente quella delle monete metalliche.
Le nazioni con insufficienti entrate fiscali avevano sospeso più volte la convertibilità delle loro monete durante il XIX secolo, ma la vera prova di tenuta del sistema fu rappresentata dalla prima Guerra mondiale, una prova che fu ampiamente fallita.
Nel 1913 il tallone aureo aveva raggiunto la sua massima espansione, ma la Grande Guerra costrinse molte nazioni a sospenderlo o abbandonarlo, per finanziare la guerra. Ciò portò una grossa inflazione: i prezzi raddoppiarono negli Stati Uniti e in Gran Bretagna, triplicarono in Francia e quadruplicarono in Italia.
Alla fine il sistema non poté affrontare abbastanza velocemente i grossi squilibri che si erano prodotti nella bilancia dei pagamenti dei principali paesi. L'equilibrio dei prezzi non fu raggiunto entro lo scoppio della crisi del '29, che causò l'abbandono definitivo del tallone aureo.

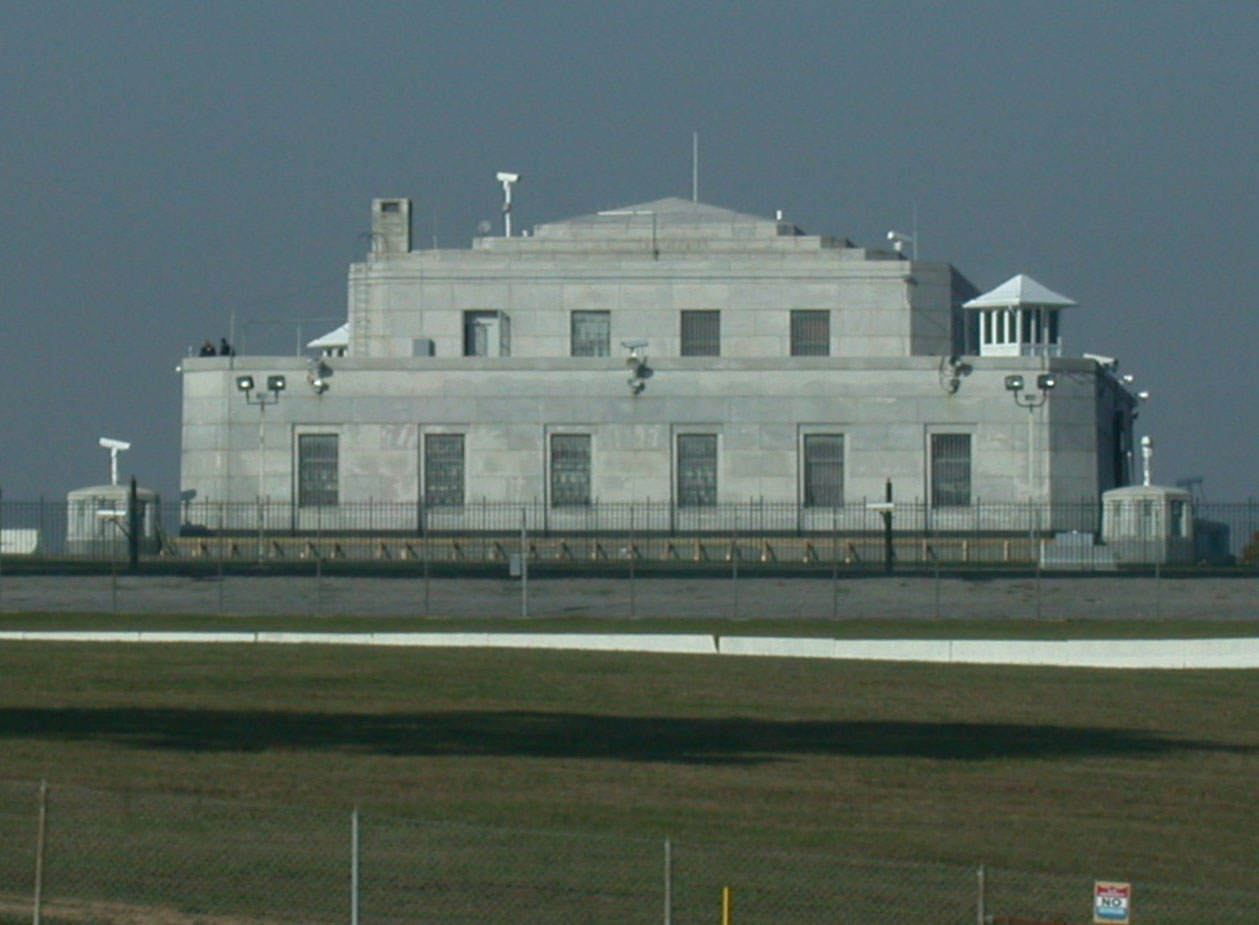
Lo U.S. Gold Bullion Depository di Fort Knox

Dopo la seconda guerra mondiale l'influenza dei Governi sulle banche centrali aumentò. Il compito delle banche centrali si estese alla domanda di occupazione e di crescita dei redditi. Le banche d'emissione divennero da questo momento uno degli strumenti principali per sostenere le politiche dello Stato, talvolta anche a scapito della propria autonomia. 
Alcune banche furono nazionalizzate: la Banque de France fu nazionalizzata con legge 2 dicembre 1945, mentre la Banca d'Inghilterra fu nazionalizzata in forza del "Bank of England Act" del 1946, votato dal governo laburista di Clement Attlee.
Altre, come la Federal Reserve, rimasero formalmente indipendenti, tuttavia dovevano dar conto al Governo delle proprie operazioni.
Dopo la seconda Guerra mondiale, gli accordi di Bretton Woods instaurarono un sistema monetario internazionale detto del gold-exchange standard. In questo sistema tutte le monete diverse dal dollaro erano definite in dollari americani e solo il dollaro era definito in oro. 
Conseguentemente le banche centrali detenevano riserve costituite soprattutto da riserve valutarie (prevalentemente in dollari) nonché da titoli di stato esteri.
Mentre la Federal Reserve deteneva l'80% delle riserve auree mondiali nello United States Bullion Depository di Fort Knox, nel Kentucky.
In questo sistema le diverse monete nazionali (eccetto il dollaro americano) avevano un tasso di cambio fisso, ma aggiustabile in caso di bisogno a condizione del consenso degli altri membri. Nel tempo la convertibilità delle monete in rapporto al dollaro era incorniciata da un cambio minimo e da uno massimo, che impedivano a queste valute uno scarto di più del 2% rispetto alla parità iniziale fissata.
Con la fine del gold-exchange standard nel 1971, si è entrati in un sistema di moneta completamente fiduciaria.
Il controllo dell'inflazione è diventato il principale obiettivo delle banche centrali e a partire dagli anni Novanta alcuni istituti si sono posti un preciso obiettivo di inflazione programmata.

## Istituti di emissione e di credito
È utile operare una prima distinzione fra la banca centrale e le altre banche private commerciali, in base alla differenza “fisica” del prodotto dei due istituti. La banca centrale ha il compito di battere o emettere monete e banconote, mentre le banche ordinarie accreditano una moneta scritturale o bancaria, di eguale valore, ma che fisicamente consiste in una scrittura informatizzata e contabile.

### Emissione centralizzata di moneta
La maggior parte dei Paesi al mondo ha un'emissione centralizzata di moneta ovvero un solo istituto che ha il monopolio legale della coniazione di monete e stampa di banconote, mentre è ammessa una pluralità di istituti di credito. A tale istituto sono riconosciuti: indipendenza e autonomia, monopolio legale dell'emissione, controllo centralizzato della base monetaria.

### Autonomia della banca centrale
La banca centrale può essere più o meno indipendente dal potere politico. Il modello più noto di banca centrale indipendente è quello della Bundesbank tedesca, nel quale il potere politico non ha il potere di ratificare o invalidare le decisioni prese dalla banca. La Bundesbank è stata presa a modello da tutte le banche centrali dei Paesi che sono entrati nella zona euro.
Il modello alternativo è quello Reserve Bank of New Zealand, nel quale gli obiettivi sono fissati dal governo.
Nel pensiero economico contemporaneo l'indipendenza della banca centrale è generalmente considerata una caratteristica vantaggiosa per l'economia, anche se esiste una minoranza di studiosi critici di questo principio.
Vi possono essere banche centrali completamente di proprietà dello Stato (Nuova Zelanda e Norvegia) e altre aventi partecipazioni parzialmente o totalmente private (Banca d'Italia).
Particolare rilievo per stabilire il grado d'indipendenza della banca centrale sono i meccanismi di nomina, la composizione degli organi, durata e rinnovabilità degli incarichi, poteri decisionali e ispettivi.

## Compiti delle banche centrali e politica monetaria
I compiti delle banche centrali sono quelli relativi alla regolamentazione della moneta, al controllo del sistema creditizio e più in particolare la vigilanza sull'intero sistema bancario.

### Stabilità dei prezzi e crescita economica
Nei sistemi moderni si considerano come assunzioni fondamentali il principio dell'indipendenza delle banche centrali e la priorità della stabilità dei prezzi rispetto alla crescita economica.
La scelta di una politica monetaria orientata al contenimento dell'inflazione e al mantenimento del valore della moneta è dovuta anche ad una posizione consolidata della scienza economica, che ritiene le politiche monetarie molto efficaci in materia inflazionistica, e la crescita economica una variabile che non può essere controllata nel lungo termine da politiche monetarie.
L'obiettivo di perseguire la pubblica utilità non è né la crescita dell'economia né la stabilizzazione dei prezzi, ma la coniugazione di entrambi per una crescita complessiva del potere di acquisto dei redditi.
La lotta all'inflazione è un'esigenza dei grandi detentori di capitali che vorrebbero conservare inalterato il valore reale della propria ricchezza monetaria. Ed è pure interesse del cittadino razionale, che preferisce mantenere il proprio tenore di vita e il potere di acquisto dei redditi attuali, prima di ottenere un aumento del PIL e della ricchezza pro-capite. In questo senso, la crescita del PIL deve essere più che proporzionale a quella dei prezzi, ovvero in un rapporto maggiore dell'unità. Se si parla di una crescita sostenuta al 4% l'anno, in contemporanea a un'inflazione del 6-7%, il benessere dei cittadini è in realtà diminuito.
Le banche sono considerate una componente essenziale del mondo economico, e una loro crisi potrebbe avere effetti sistemici su vasta scala. Oltre a difendere la stabilità dei prezzi, la banca centrale ha il compito di garantire la stabilità del sistema bancario. I due obiettivi possono risultare contrastanti. La banca centrale interviene prestando denaro dietro garanzie minime e a tassi agevolati. L'iniezione di liquidità nel sistema bancario, può portare a un eccessivo aumento della moneta circolante e a iperinflazione. Se il debito nei confronti della banca centrale non viene onorato, questo può essere convertito in un equivalente valore di azioni conferite al creditore.
La banca centrale talvolta interviene in salvataggio degli istituti di credito: per una crisi economica, nei confronti delle banche che hanno bilanci in perdita e rischiano il fallimento; per una crisi finanziaria, nei confronti delle banche che devono applicare restrizioni al credito, e rischiano l'insolvenza: per crediti divenuti inesigibili o altre attività da svalutare, e per una difficoltà oggettiva a trovare rifinanziamenti nel mercato per le proprie passività.

### Funzioni separate di governi e banche centrali
Il principio d'indipendenza delle banche centrali comporta una separazione di poteri fra governi e autorità monetarie. Entrambi perseguono due aspetti di uno stesso obiettivo di pubblica utilità:
- L'aumento del potere di acquisto dei redditi in generale. Il Governo ha l'obiettivo della crescita economica, ovvero di aumentare il reddito nazionale e pro-capite, tramite la leva fiscale. La banca centrale ha l'obiettivo di mantenere i prezzi stabili nel tempo, e come mezzo la leva monetaria.
- La separazione dei poteri comporta che la crescita economica non sia finanziata dai Governi tramite la leva monetaria, ovvero a debito e poi con artifici che diminuiscano il peso reale di tali debiti. La crescita è finanziabile con il gettito fiscale, tramite una tassazione che compensi la spesa pubblica e l'intervento statale, ovvero tramite una detassazione dei redditi che alimenta consumi e investimenti.

### Tassi di interesse e politica economica
La determinazione dei tassi è divenuta prerogativa delle autorità monetarie. Ciò si è verificato in tutti i Paesi UE, da ultima in ordine cronologico nel Regno Unito, dove fu introdotto da Gordon Brown, Cancelliere dello Scacchiere del primo Governo Blair. Brown delegò alla banca centrale il potere di decidere i tassi di interesse, prima fissati per decreto dal Governo.
Fino ai primi anni novanta, la decisione in merito ai tassi di interesse era presa dal Governatore di concerto con il Ministero del tesoro. La prassi è poi mutata, adeguandosi alle normative europee. La determinazione di un tasso d'interesse alto e la conseguente apertura di un rischio di insolvenza per i mutui a tasso variabile, erano bilanciati dall'interesse del Tesoro ad evitare perdite o fallimenti di banche commerciali private o semipubbliche, per gli onerosi interventi di salvataggio.
La leva fiscale per il controllo dell'economia restava uno strumento del Governo, mentre la leva monetaria iniziò ad essere strumento delle banche centrali.
La banca centrale esercita un controllo puntuale e diretto sulla quantità di banconote e monete coniate dalla Zecca nazionale. Il 95% della moneta circolante è tuttavia erogato da banche private nella forma di prestiti; su questa quota della moneta circolante la banca centrale ha un controllo indiretto tramite la riserva frazionaria che determina il massimo dei prestiti erogabili, dato un certo livello di depositi. La riserva frazionaria rappresenta invece uno strumento di controllo sull'offerta di prestiti (da parte delle banche). Ciò, data una certa crescita dei depositi, fissa una massima crescita della moneta circolante.
Il trend di questa crescita è influenzabile con il tasso d'interesse (fissato dalla banca centrale) con il quale è possibile controllare la domanda dei prestiti. In ultima istanza sono le banche private a decidere se e quanti prestiti erogare (entro questi limiti), a determinare il valore esatto della quota di prestiti bancari che compone e prevale nella massa di moneta circolante.
Secondo le teorie monetariste, l'aumento dei prezzi è condizionato esclusivamente da una variazione della base monetaria. Se la stabilità dei prezzi è l'obiettivo principale della politica monetaria delle banche centrali moderne, le leve che queste hanno a disposizione sono una variazione dell'offerta di moneta emessa dalla banca centrale e della base monetaria emessa dalle banche.
In presenza di inflazione crescente, la banca centrale può agire quindi: aumentando i tassi per ridurre la base monetaria acquistata contro titoli di Stato, oppure dare liquidità al mercato e aumentare la riserva frazionaria per ridurre i prestiti delle banche.
La banca centrale non detiene la proprietà di altri soggetti economici, ma ha forti poteri gestionali nel settore bancario e, tramite la regolazione dell'offerta di moneta e dei tassi, sull'intero sistema economico. L'intervento sui tassi, sul cambio e sulla moneta hanno impatti in tutti i settori, sono diretti nel mercato aperto senza la mediazione di altri organi.

## Proprietà della banca centrale e conflitti di interesse
Il proprietario degli istituti di credito e in particolare di quello di emissione può disporre di fidi illimitati e in bianco, utilizzabili per fini diversi da quelli di pubblica utilità per i quali l'ente è creato.
Il conflitto di interessi è inerente alla destinazione e ripartizione dell'utile netto, alla cessione di beni mobili e immobili di proprietà della banca centrale o da questa gestiti, alla pubblicazione di dati certificati e studi economici in merito all'inflazione e allo stock di moneta, alle condizioni di emissione del denaro di erogazione del credito. Soggetti di questo conflitto sono persone fisiche o giuridiche che hanno relazioni a vario titolo, ad esempio di parentela o di lavoro, con proprietari e gestori.
Una separazione netta fra proprietà e gestione non è una garanzia sufficiente per questo pericolo, a meno di una specifica disciplina del conflitto di interesse che impedisca la destinazione del credito a soggetti che abbiano rapporti con la proprietà e con i gestori.
La risoluzione del conflitto di interessi, tramite divieto di accedere all'oggetto del potenziale conflitto, nei confronti dei soggetti interessati, non è qui applicabile per la particolare natura del bene in questione. L'accesso al credito è un diritto costituzionale che non può essere inibito per una disciplina del conflitto di interesse. Con maggior forza, tale motivazione si applica al diritto di utilizzare banconote, quale strumento insostituibile dei pagamenti.
La forma giuridica di società per azioni poco si addice a un istituto quale la banca centrale, poiché il possesso azionario è comunque di soggetti terzi e per definizione ne comprometterebbe l'indipendenza.

### Conflitto di interesse con il potere politico
Finché è di proprietà pubblica e organo dello Stato, la banca centrale può essere vista come il protagonista di un intervento diretto, diffuso e pervasivo dello Stato nell'economia. Tale gestione della moneta, centralizzata e non concorrenziale, è presente nelle economie di libero mercato.
Nel XVIII secolo, quando banche centrali e numerosi istituti di credito erano proprietà degli Stati, questi utilizzavano il potere di erogare credito e battere moneta per finanziare la propria spesa pubblica e spese militari. Chi controllava gli istituti, poteva procurarsi crediti a condizioni favorevoli o di importo pressoché illimitato, senza fornire garanzie e ripagare quanto ottenuto.
Il ricorso al credito bancario presenta alcuni vantaggi per il potere politico:
- come le entrate ottenute con il prelievo fiscale diretto, l'eccesso di moneta circolante genera fenomeni inflativi, la cosiddetta tassa da inflazione, che però non è collegata dal senso comune ad un abuso del potere esecutivo;
- la banca, di proprietà statale, non può rifiutare l'erogazione del credito anche se l'investimento è rischioso o sicuramente in perdita;
- il potere politico dispone di crediti illimitati, oltre la reale capacità di rimborso dello Stato. Dalle banche di sua proprietà può ottenere crediti e finanziare spese che non sarebbero realizzabili nemmeno con una forte pressione fiscale e una riscossione efficiente delle imposte.

## Aspetti giuridici
Gli ordinamenti giuridici nazionali disciplinano l'attività delle banche centrali sotto diversi aspetti: mandato e priorità della politica monetaria, assetto proprietario, durata e nomine, poteri, utilizzo delle riserve auree e in valuta, destinazione degli utili, rendiconto periodico dell'operato.
Fonti del diritto in materia sono rappresentate dalla Costituzione, leggi ordinarie e leggi speciali dei singoli Stati.
Poteri e statuto della banche centrali non sono disciplinati in molte costituzioni. L'indipendenza della banca centrale si pone sia rispetto ai governi sia rispetto alle banche private.

### In Italia
L'ordinamento italiano disciplina le materie di assetto proprietario e nomine della Banca centrale con la legge n. 262/2005 e con decreto del presidente della Repubblica n. 291/2006.
Nella Costituzione italiana non compaiono riferimenti alla Banca centrale, ma, grazie all'ingresso automatico delle norme eurounitarie nell'ordinamento nazionale, lo status dei dipendenti è garantito contro possibili ingerenze dell'esecutivo nazionale nell'apparato decisionale della banca.

### In Svizzera
La Costituzione svizzera istituisce una Banca nazionale (art. 99), afferma il principio di indipendenza dell'istituto, che ha il compito di svolgere una politica monetaria nell'interesse generale del Paese.
La Costituzione chiarisce che "soltanto la Confederazione ha il diritto di battere moneta ed emettere banconote".
Ogni anno, la Banca nazionale decide la destinazione dell'utile netto. Almeno due terzi dell'utile netto spettano ai cantoni, e la parte restante costituisce le riserve auree e in valuta. Dall'utile totale sono dedotte le riserve che la banca decide di accantonare e il dividendo per gli azionisti.
Per la Costituzione originale del 1860 poteva trattarsi di una banca statale o di una società per azioni sotto sorveglianza statale. Nel 1905, gli svizzeri optarono per una banca privata. La legge speciale federale n. 23 del 22 dicembre 1953 definisce la banca nazionale come una società anonima per azioni, della quale non è nota la composizione azionaria.
Come fattore di equilibrio fra poteri, all'indipendenza della banca centrale sono contrapposti obblighi di trasparenza e rendiconto. La legge determina i dati che la Banca centrale deve pubblicare settimanalmente, e prevede bilanci a cadenza trimestrale, e una relazione dettagliata dell'operato almeno due volte all'anno davanti alle commissioni parlamentari.

### In Europa
La banca centrale di ciascun paese europeo, detta anche Banca centrale nazionale, BCN, forma, insieme alla Banca centrale europea, BCE, il Sistema europeo delle banche centrali, SEBC.
Il Sistema europeo di banche centrali è composto dalla BCE e dalle banche centrali nazionali di tutti gli stati membri dell'Unione europea; esso comprende oltre alle banche rappresentate nell'Eurosistema, le banche centrali nazionali degli stati membri che non hanno adottato l'Euro.
Il trattato di Maastricht e la successiva Costituzione europea riservano in esclusiva alla BCE il potere di emissione dell'euro.

#### Indipendenza e compiti del BCN
L'articolo 130 del TFUE stabilisce che né la BCE né le banche nazionali né un membro dei rispettivi organi decisionali possono sollecitare o accettare istruzioni dalle istituzioni o dagli organi comunitari, dai governi degli stati membri né da qualsiasi altro organismo.
I compiti del Sistema sono:
1. definire ed attuare la politica monetaria;
2. effettuare le operazioni in valuta;
3. promuovere il regolare funzionamento dei sistemi di pagamento.

Al momento della creazione del sistema, nella prima fase ormai conclusa che ha visto l'inizio dell'utilizzo dell'Euro, le banche centrali dei tredici paesi membri che hanno adottato la moneta unica avevano i seguenti compiti:
1. provvedere all'introduzione dell'euro nei rispettivi paesi;
2. gestire la transizione dalla valuta nazionale all'euro;
3. predisporre i dispositivi necessari alla circolazione delle banconote e delle monete in euro;
4. provvedere al ritiro delle valute nazionali;
5. fornire le necessarie informazioni sull'euro e promuoverne l'uso.

Nell'eventualità di crisi e insolvenze di alcune banche private, le banche centrali dei singoli Stati hanno il compito di mettere a punto gli interventi di salvataggio necessari, finanziandoli con le proprie riserve. La Costituzione europea non prevede forme di sussidiarietà fra Stati membri per garantire la stabilità e la continuità operativa del sistema bancario.
Il Trattato di Lisbona (art. 123) riserva in merito alle banche centrali dei singoli Stati membri in caso di grave crisi economica la possibilità di erogare a banche private e pubblico una Emergency Liquidity Assistance senza l'emissione di titoli di debito. Il riacquisto dei titoli di debito da parte della Banca centrale è ammesso in tali condizioni e soltanto sul mercato secondario (ai tassi correnti in situazioni di crisi, che incorporano un premio di rischio), non al tasso BCE direttamente dallo Stato che li emette.

### Negli Stati Uniti
La Costituzione degli Stati Uniti attribuisce al Congresso il potere di coniare la moneta e di regolarne il valore (Sezione 8, dedicata ai Poteri del congresso, art. 1).
Alla sezione 10, si legge inoltre che "nessuno Stato può coniare denaro, e che le monete d'oro e d'argento devono essere l'unica forma di pagamento dei debiti".
La Costituzione conferisce al Congresso i citati poteri senza specificare se si tratti di un potere esclusivo o non delegabile a soggetti terzi. La Costituzione in vari aspetti dell'ordinamento opera una distinzione fra Stati e distretti, e vieta esplicitamente che solo gli Stati possano coniare moneta.
Perciò, risulta conforme alla Costituzione l'insediamento di una banca centrale di proprietà di privati, la Federal Reserve, che ha sede a Washington, all'interno del Distretto della Columbia.
Washington era un territorio dello Stato del Maryland, ceduto al Congresso che decise di stabilirvi la capitale e la sede della banca centrale.

## Elenco delle banche centrali nazionali

### Paesi della zona euro
- Belgio
  - Nationale Bank van België / Banque Nationale de Belgique
- Croazia
  - Hrvatska narodna banka
- Germania
  - Deutsche Bundesbank
- Grecia
  - Banca di Grecia
- Spagna
  - Banco de España
- Francia
  - Banque de France
- Irlanda
  - Bank & Financial Services Authority of Ireland
- Italia
  - Banca d'Italia
- Cipro
  - Kεντρικη Τραπεζα της Κυπρου
- Lussemburgo
  - Banque centrale du Luxembourg
- Malta
  - Bank Ċentrali ta' Malta
- Paesi Bassi
  - De Nederlandsche Bank
- Austria
  - Oesterreichische Nationalbank
- Portogallo
  - Banco de Portugal
- Slovenia
  - Banka Slovenije
- Finlandia
  - Suomen Pankki
- Estonia
  - Eesti Pank

### Altri paesi
- Città del Vaticano
  - Amministrazione del patrimonio della Sede Apostolica
- Regno Unito
  - Banca d'Inghilterra
- Giappone
  - Banca del Giappone
- Stati Uniti
  - Federal Reserve
- Cina
  - Banca Popolare Cinese
- Taiwan
  - Banca centrale della Repubblica di Cina